# San Juan de Flores (ort)
San Juan de Flores är en ort i Honduras.   Den ligger i departementet Departamento de Francisco Morazán, i den centrala delen av landet, 28 km nordost om huvudstaden Tegucigalpa. San Juan de Flores ligger 742 meter över havet och antalet invånare är 3 633.
Terrängen runt San Juan de Flores är kuperad åt nordost, men åt sydväst är den bergig. Runt San Juan de Flores är det glesbefolkat, med 11 invånare per kvadratkilometer. Närmaste större samhälle är Talanga, 15,7 km norr om San Juan de Flores. 